# Wilhelm Mundt
Pour les articles homonymes, voir Mundt.
Wilhelm Mundt (né en 1959 à Grevenbroich) est un sculpteur allemand qui vit et travaille à Düsseldorf.

## Biographie
Wilhelm Mundt étudie de 1979 à 1986 à l'Académie des beaux-arts de Düsseldorf auprès de Tony Cragg, Klaus Rinke et Irmin Kamp. En 1986, il reçoit une bourse du Fonds d'art de Bonn, puis de 1989 à 1991, il revient à l'Académie des beaux-arts de Düsseldorf. En 2009, il est nommé à un poste de professeur à l'Académie des Beaux-Arts de Dresde.
Mundt se fait connaître dès 1989 avec ses "trashstones", que l'artiste recouvre de résine synthétique pour leur donner l'air d'un bloc erratique. La série compte quelques centaines d'objets numérotés des plus simples à des pièces pesant environ une tonne comme la 412. À côté de ses sculptures, des dessins, des photographies et des films représentent les "trashstones" dans un contexte différent. La Royal Academy de Londres a récompensé l'œuvre de Mundt en 2007.

## Source, notes et références
- (de) Cet article est partiellement ou en totalité issu de l’article de Wikipédia en allemand intitulé « Wilhelm Mundt » (voir la liste des auteurs).